# 포른시그투나

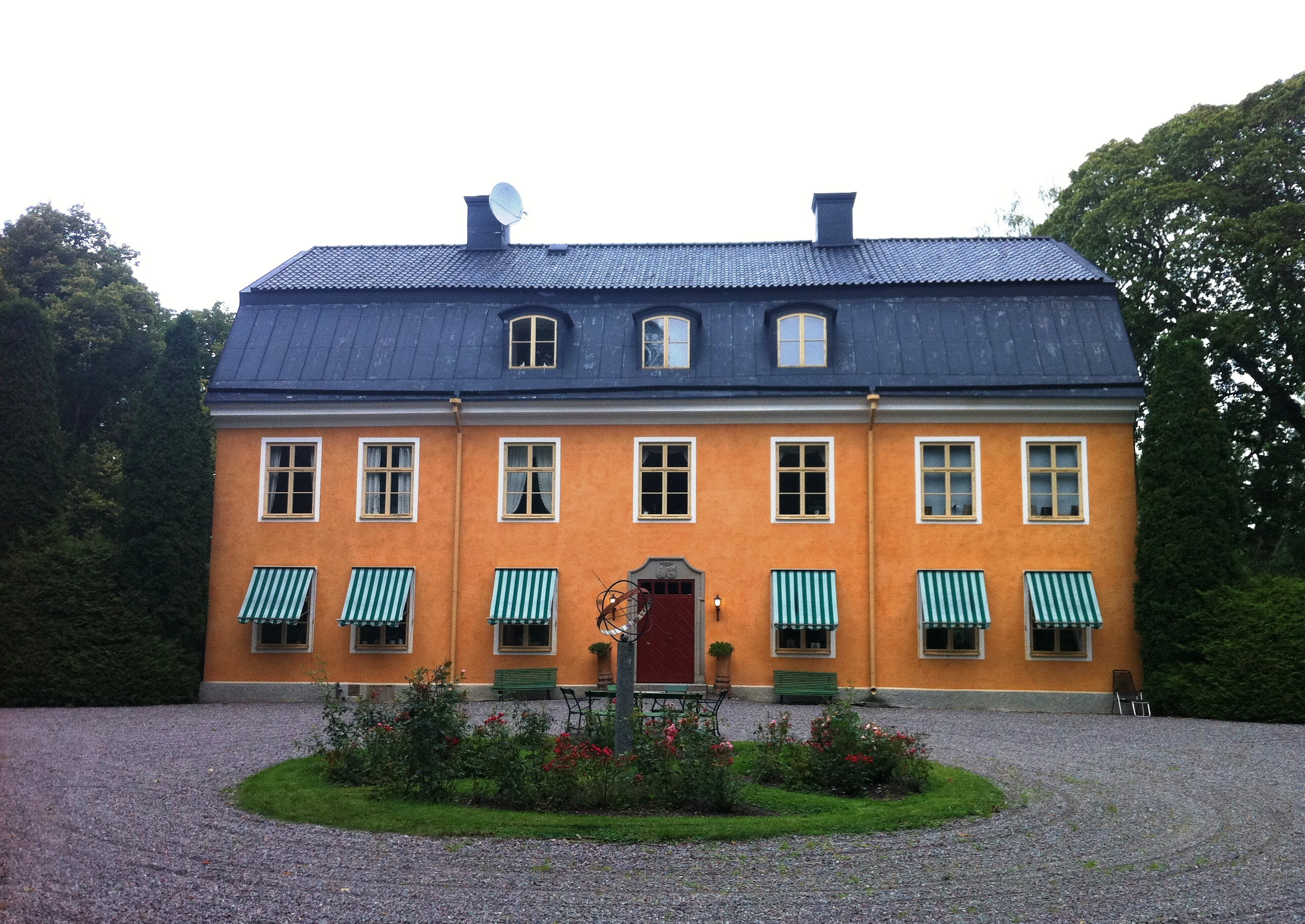

포른시그투나(노르웨이어: Fornsigtuna)는 스웨덴 시그투나의 서쪽으로 4 km 지점의 하투나 교구에 있는 장소를 가리키는 말로, "포른"이란 "옛(Old)"이라는 뜻이니 "구(舊) 시그투나" 정도로 해석할 수 있다. 오늘날에는 거의 잊혀진 장소이지만 노르드 신화에서 배경으로 여러 번 역할을 수행한다.
헤임스크링글라에 수록된 윙글링 일족의 사가 제5장에서 스노리 스투를루손은 오딘과 그 종족인 에시르가 오늘날의 스웨덴 땅에 처음 도래했을 때 상륙한 곳이 이곳 포른시그투나라고 썼다. 훗날 해적 쇨베가 포른시그투나에 와서 스웨덴 왕위를 주장했다. 한편 성왕 올라프 사가에서는 노르웨이 왕 올라프 2세가 포른시그누타에 상륙한다.
오르바르오드의 사가에서는 햘마르가 죽어가면서 "시그툰의 고향"을 그리워한다.
삭소 그라마티쿠스의 데인인의 사적 제8권에서는 브라발라 전투에 참여한 윙글링 가 출신의 전사 시그문드가 옛 시그투나 출신이라고 썼다.
이 장소에서는 실제로 철기 시대의 고분과 가옥 등 유적들이 발견되었다. 포른시그투나 유적지는 벤델 시대와 바이킹 시대, 즉 6세기에서 11세기 사이에 세워진 것으로 생각된다.